# Lądowanie w Normandii

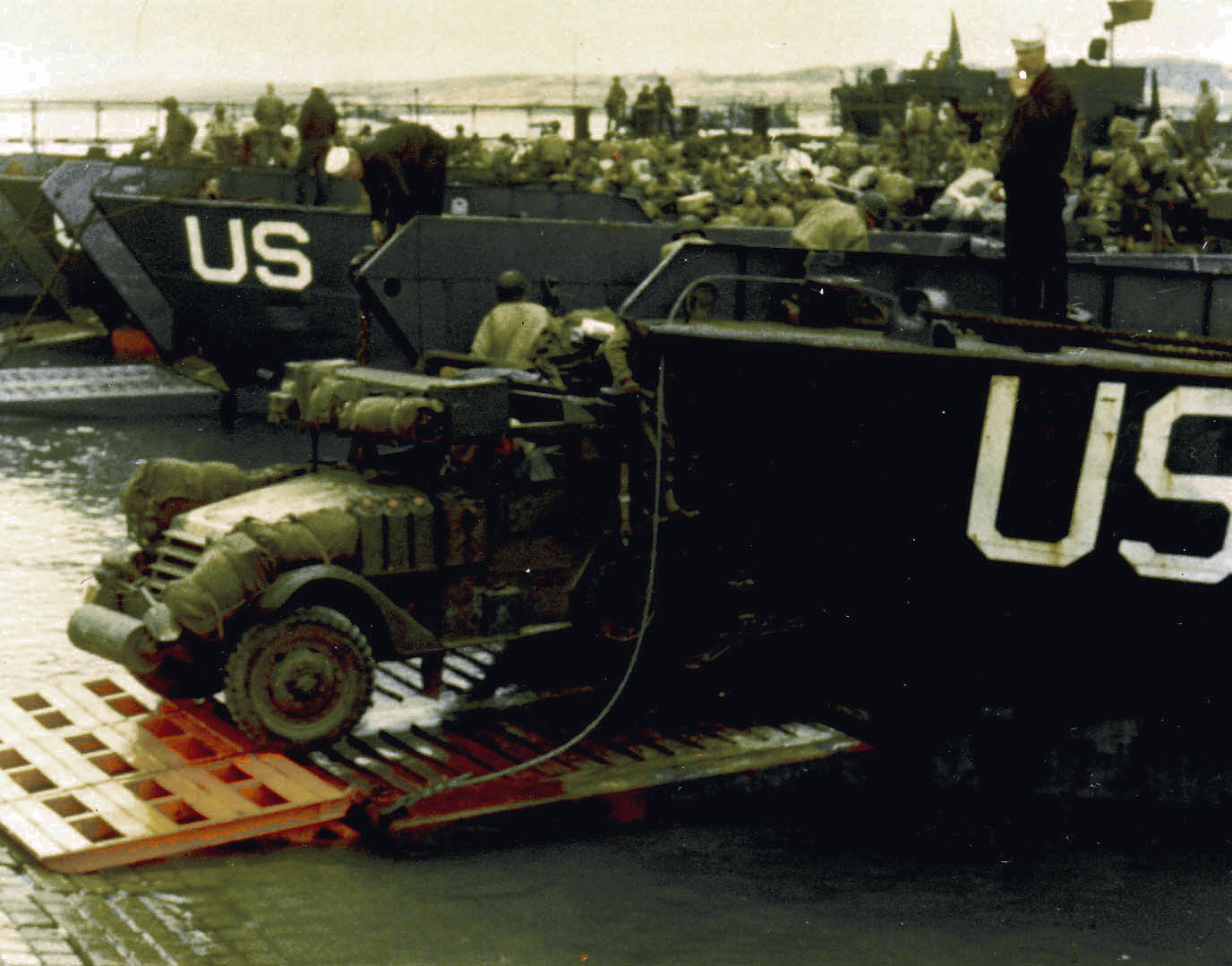
Załadunek transporterów opancerzonych na okręty desantowe w angielskim porcie w przededniu inwazji

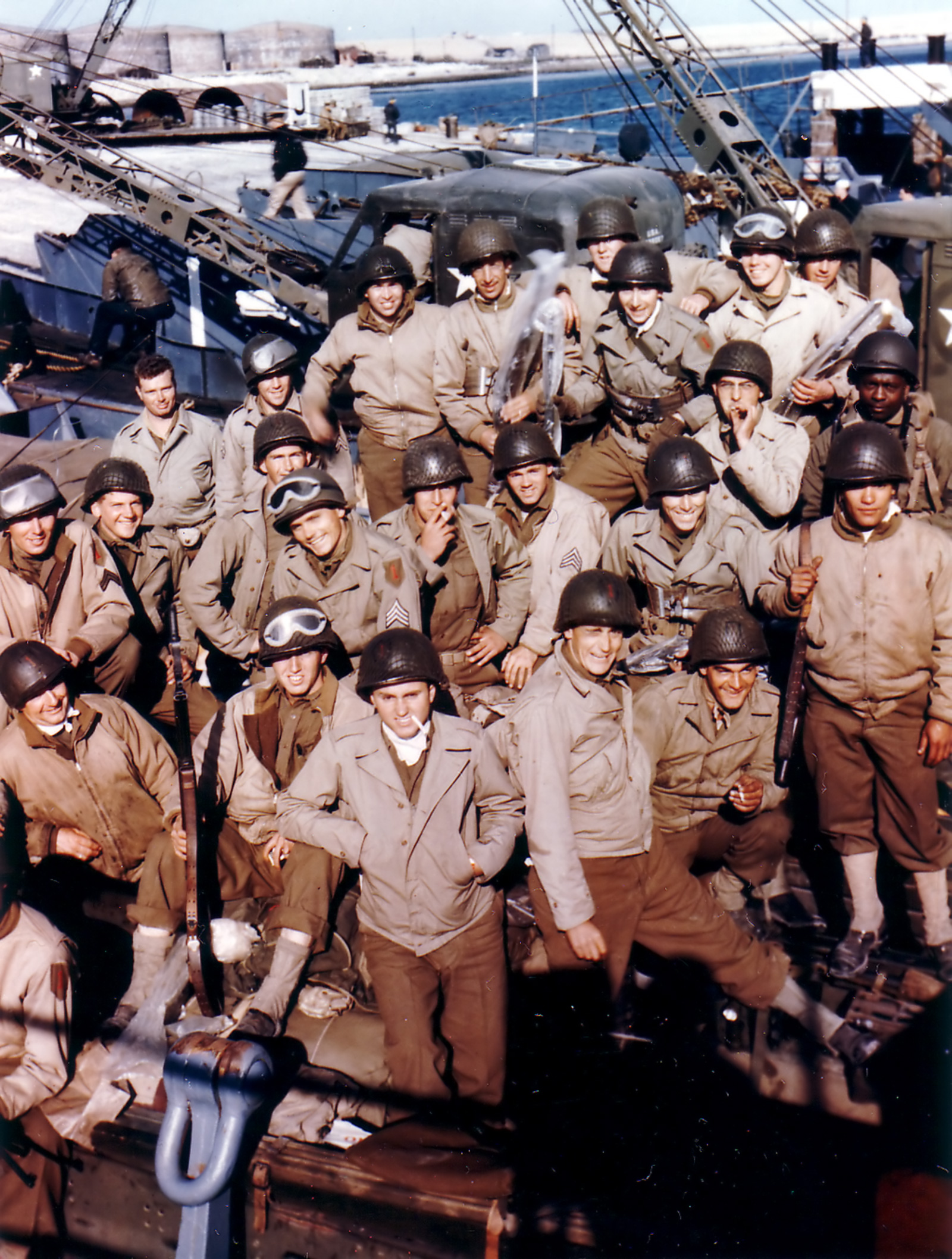
Amerykańscy żołnierze czekają w Wielkiej Brytanii w gotowości do ataku

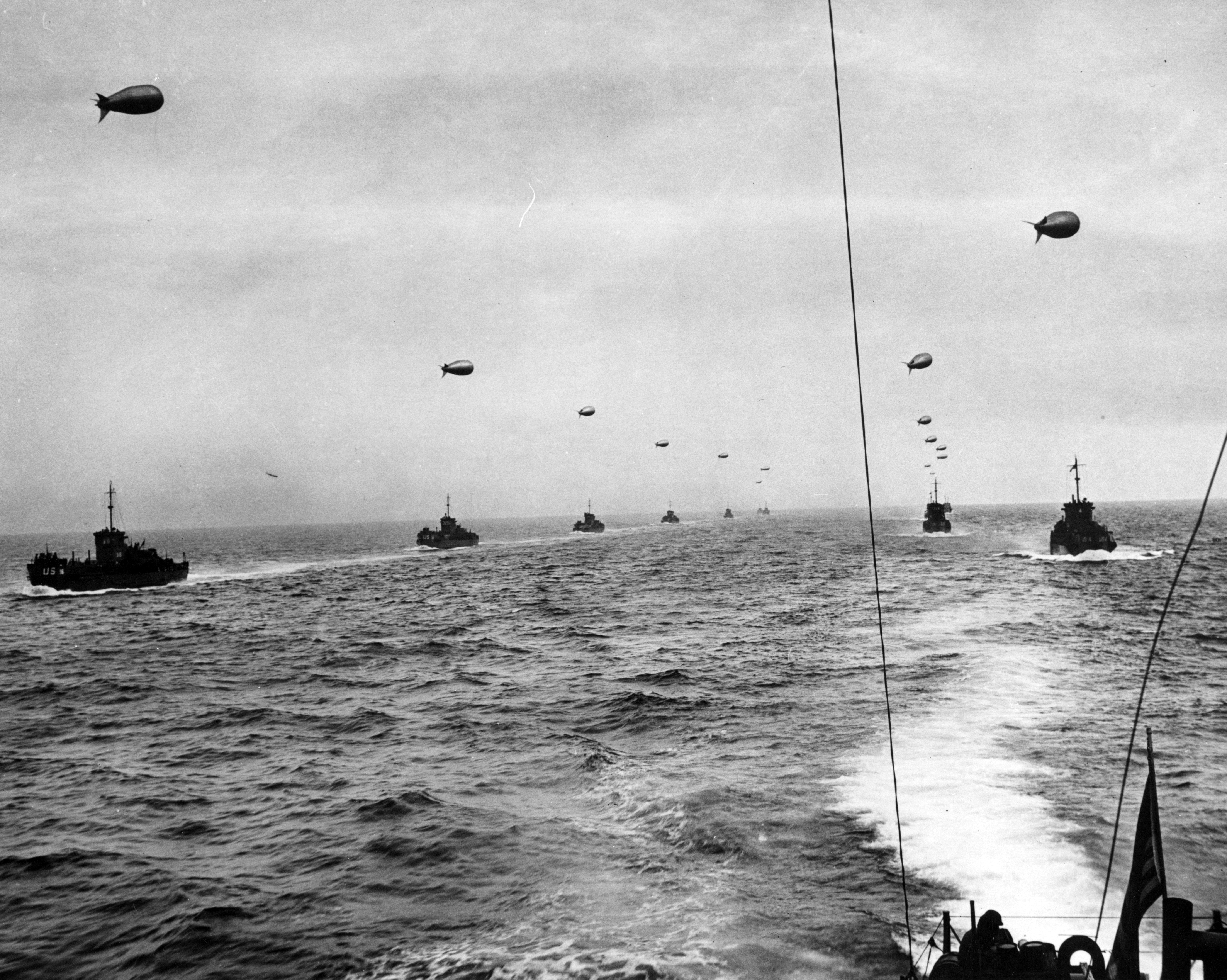
Alianckie okręty desantowe zbliżają się do plaż Normandii

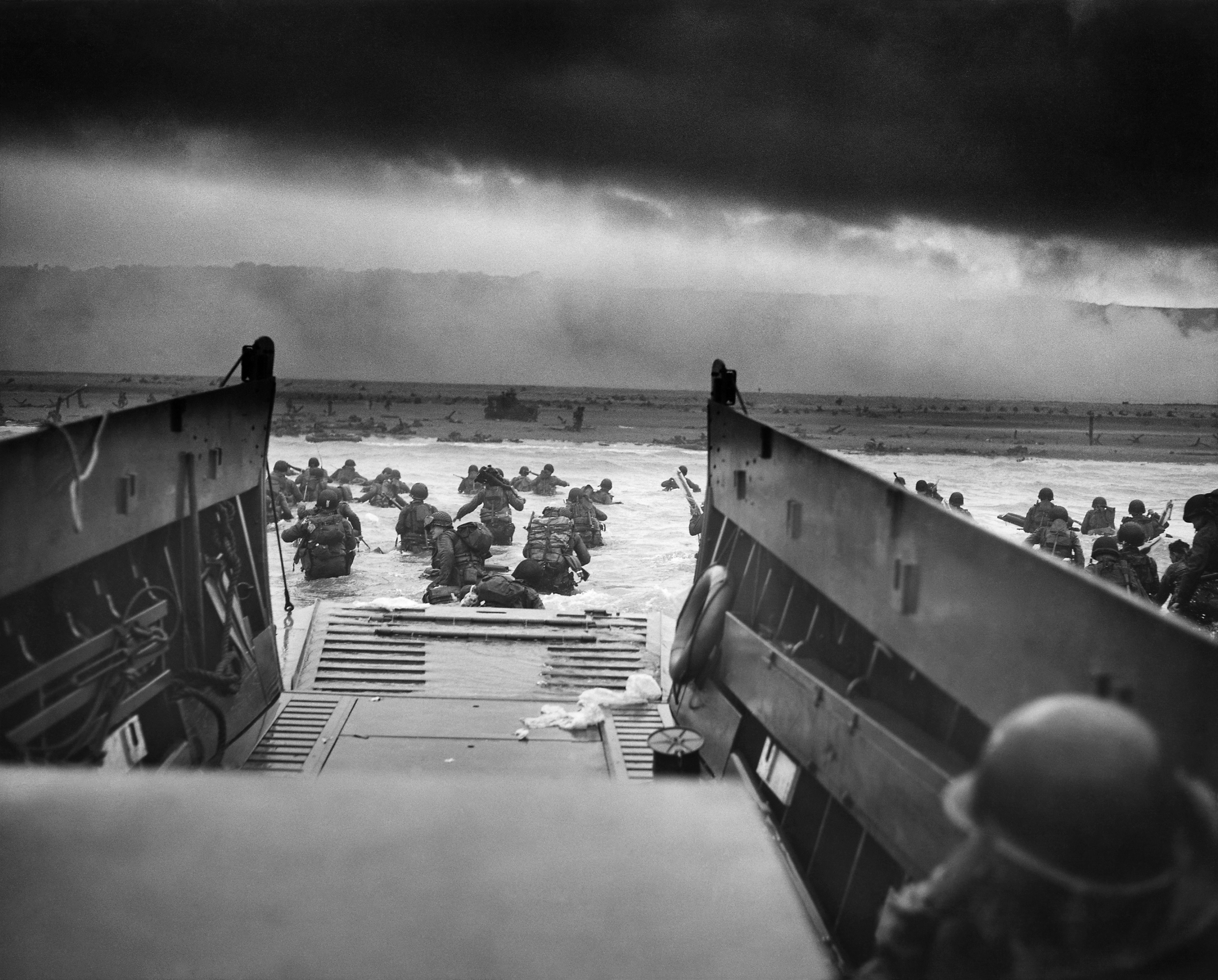
Lądowanie w Normandii

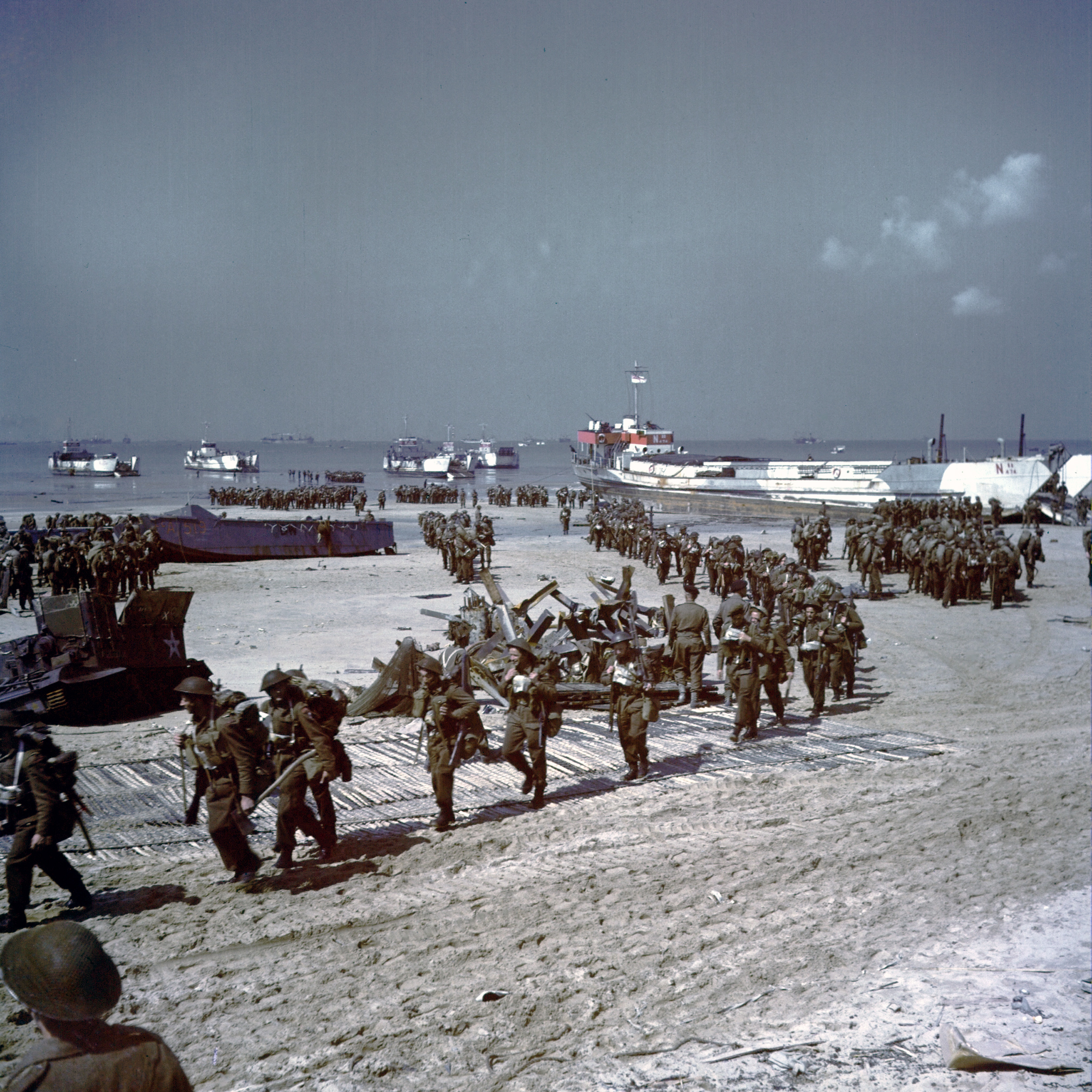
Kanadyjscy żołnierze już na plaży „Juno” dnia 6 czerwca 1944

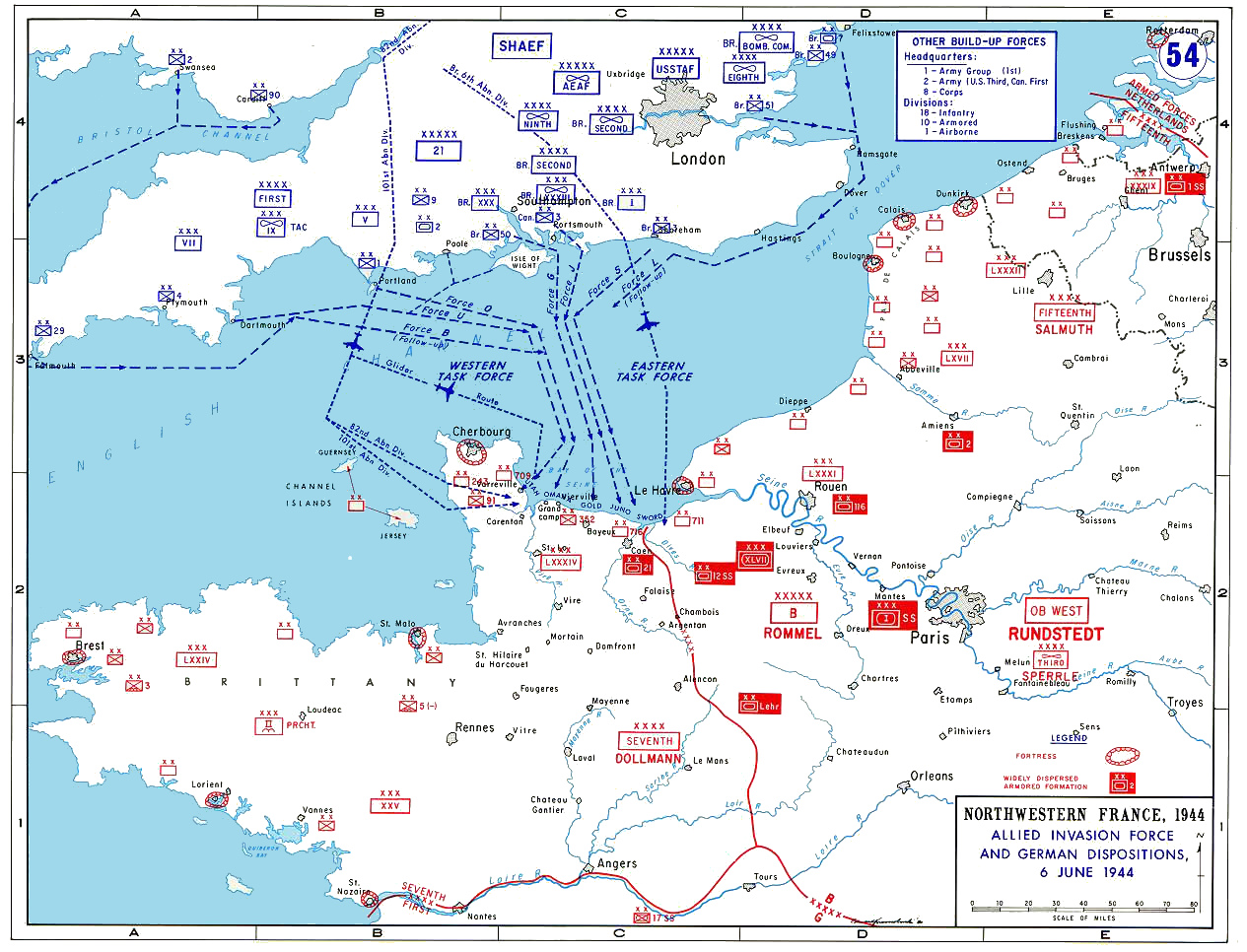
Plan inwazji na Normandię 6 czerwca 1944

Lądowanie w Normandii (operacja Neptun) – wstępna faza operacji Overlord, największa pod względem użytych sił i środków operacja desantowa w historii wojen. Miała na celu otwarcie w zachodniej Europie tak zwanego drugiego frontu w europejskim teatrze działań II wojny światowej. Operacja została przeprowadzona we wtorek 6 czerwca 1944 pod dowództwem generała Dwighta Eisenhowera, a trzon sił inwazyjnych stanowiły wojska amerykańskie, brytyjskie i kanadyjskie. Inwazję poprzedziła operacja Fortitude, dzięki której alianci napotkali o wiele mniejszy opór wojsk niemieckich.

## Przebieg operacji
Dzień rozpoczęcia operacji został nazwany przez aliantów D-Day, czyli Dzień D (zgodnie z definicją Słownika Departamentu Wojny USA termin ten oznaczał nienazwany dzień, w którym rozpoczyna się lub ma się rozpocząć dana operacja). Początkowo miał nim być 5 czerwca, jednak w związku ze złymi warunkami atmosferycznymi, generał Eisenhower zdecydował się na odłożenie lądowania o 24 godziny. Składało się ono z dwóch faz: desantu powietrznego blisko 24 tysięcy spadochroniarzy i piechoty szybowcowej oraz desantu morskiego około 133 tysięcy żołnierzy piechoty i sił specjalnych. Inwazję poprzedziło bombardowanie plaż dokonane przez RAF i USAAF (zrzucono ponad 9 tysięcy ton bomb). Wsparcia lądującym żołnierzom udzieliła także brytyjska i amerykańska flota (w sumie około 7 tysięcy jednostek pływających, w tym 1200 okrętów wojennych), od 5:30 ostrzeliwując z dział umocnienia na brzegu. W sumie pierwszego dnia inwazji przez kanał La Manche przerzucono około 156 tysięcy alianckich żołnierzy.

### Desant powietrzny
Operacje powietrznodesantowe zostały przeprowadzone w nocy 5/6 czerwca i poprzedziły lądowanie z morza głównych sił inwazyjnych. Ich celem było zajęcie kluczowych dla powodzenia operacji punktów oporu, instalacji i mostów (na przykład most Pegaz). Desanty amerykańskiej 101 Dywizji Powietrznodesantowej otrzymały kryptonim „Albany” i „Chicago”. Lądowanie 82 Dywizji Powietrznodesantowej określono jako operacje „Boston” i „Detroit”; ciężej uzbrojone oddziały tej dywizji dotarły do Normandii na pokładzie szybowców w ramach operacji „Elmira”. Desanty brytyjskiej 6 Dywizji Powietrznodesantowej otrzymały kryptonim „Deadstick” i „Mallard”.

### Desant morski
Zasadnicza faza operacji rozpoczęła się w godzinach porannych 6 czerwca. Ponad 4 tysiące okrętów i barek desantowych pod ogólnym dowództwem brytyjskiego admirała Bertrama Ramsaya dostarczyło na francuski brzeg w sumie 7 dywizji piechoty, które były dodatkowo wspomagane przez pododdziały pancerne i jednostki sił specjalnych (dwa bataliony amerykańskich rangersów oraz dwie brygady brytyjskich komandosów).
Lądowanie zostało przeprowadzone na plażach oznaczonych kryptonimami: „Utah” (amerykańska 4 DP), „Omaha” (amerykańskie 1 i 29 DP), „Gold” (brytyjskie 49 i 50 DP), „Juno” (kanadyjska 3 DP) i „Sword” (brytyjska 3 DP). Na większości z nich nie napotkano silnego oporu. Wyjątkiem była 5-kilometrowa plaża „Omaha”, na której straty były poważne (około 3 tysięcy żołnierzy). Wpływ na to miało między innymi rozmieszczenie niemieckich stanowisk ogniowych na wysokich klifach, skąd mogły swobodnie panować nad plażą oraz fakt, że czołgi, które w pierwszej fali miały wspomóc nacierającą piechotę, w większości zatonęły lub zostały zniszczone przed wydostaniem się na ląd.

### Obrona niemiecka
Normandzkie wybrzeże stanowiło część umocnień Wału Atlantyckiego i było obsadzone przez dywizje niemieckiej 7 Armii, w skład których oprócz Niemców wchodzili wcieleni do Wehrmachtu przedwojenni obywatele polscy, a także ochotnicy z tak zwanych batalionów wschodnich, co ujemnie wpływało na wartość bojową tych jednostek (na przykład broniąca plaży Omaha 352 DP składała się w 29% z obywateli radzieckich, Polaków i Alzatczyków). Doborowe niemieckie dywizje pancerne stacjonowały w głębi lądu i 6 czerwca nie zdołały wziąć udziału w walkach (z wyjątkiem grupy bojowej z 21 Dywizji Pancernej). Luftwaffe wzięła udział w walkach dopiero 16 czerwca.

## Polski wkład w lądowanie w Normandii
Jednostki polskich wojsk lądowych nie uczestniczyły w lądowaniu w Normandii. Brały udział: Polskie Siły Powietrzne, Polska Marynarka Wojenna i Polska Marynarka Handlowa.

### Polska Marynarka Wojenna i Handlowa
W tym czasie na terenie Anglii stacjonowały polskie: 3 okręty podwodne, 1 lekki krążownik, 6 niszczycieli oraz szereg jednostek przybrzeżnych i pomocniczych. ORP Garland działał na Morzu Śródziemnym. W operacji brały udział ORP Dragon, ORP Krakowiak i ORP Ślązak we wsparciu artyleryjskim oddziałów desantowych, a ORP Błyskawica i ORP Piorun osłaniały floty inwazyjne przed kontratakami floty niemieckiej. Błyskawica, Piorun i Ślązak wchodziły w skład Zespołu „S” (Sword – desant na plażę „Sword”), Krakowiak w składzie Zespołu „G” (Gold – na plażę „Gold”), Dragon był w składzie 2 Eskadry Krążowników w Zespole „Force D”. Oprócz nich udział brały statki handlowe. MS Batory, MS Sobieski, transportowały żołnierzy alianckich, SS Poznań – broń i sprzęt, SS Modlin (dawna Wilia) został użyty jako falochron. SS Kmicic, SS Kordecki, SS Chorzów, SS Narew, SS Wilno, SS Katowice, SS Kraków brały udział w armadzie transportowej. 6 czerwca ORP Dragon, na pozycji 10 mil morskich od brzegu plaży „Sword”, bombardował działami 152 mm stanowiska niemieckiej artylerii 105 mm na lądzie. Działa niemieckie zamilkły po 40-minutowym ostrzale. Na cele nakierowywały  samoloty naprowadzające. 8 czerwca działa ORP Dragon udaremniły kontratak 21 Dywizji Pancernej w rejonie Caen, niszcząc 6 czołgów. W czasie walk z baterią niemieckich 155 mm dział dyslokowanych w rejonie Trouville, okręt poniósł pierwsze strary. Uszkodzony, 18 czerwca popłynął  do Portsmouth w celu remontu. Do akcji wrócił 7 lipca, miał wspierać natarcie brytyjskie na Caen. 8 lipca został storpedowany przez niemiecką żywą torpedę Neger w komory amunicyjne. Okręt zapalił się, część jednosktki wyleciała w powietrze. Zginęło 37 marynarzy i 14 zostało rannych. Okręt był nie do uratowania. Dowództwo zdecydowało go odholować i zatopić,a następnie użyć jako falochron sztucznego portu inwazyjnego Mulberry w pobliżu Caen.

### Polskie Siły Powietrzne
W operacji brało udział około 11 tysięcy samolotów. Sprzymierzeni poprzedzili lądowanie wielomiesięcznym bombardowaniem linii kolejowych, mostów i lotnisk, których celem było izolowanie frontu działania wojsk pomiędzy Sekwaną a Loarą. W 1944 polskie dywizjony myśliwskie uczestniczyły w przygotowaniu inwazji wykonując zadania razem z lotnictwem sprzymierzonych. W operacji udział brało 11 dywizjonów polskich z tego 8 myśliwskich i 3 bombowe. Bezpośredni udział wzięły 131 Skrzydło Myśliwskie – dowódca major Stefan Janus (dywizjony: 302, 308 i 317) oraz 305 dywizjon bombowy podporządkowany siłom brytyjskim. W początkowej fazie uczestniczyły także pozostałe dywizjony myśliwskie oraz 300 dywizjon bombowy. Zadaniem głównym lotnictwa była osłona powietrzna i eskorta bombowców, wsparcie ogniowe wojsk lądowych i rozpoznanie. Już w pierwszym dniu operacji, jedno z polskich skrzydeł zestrzeliło największą liczbę samolotów, a do 25 czerwca 38 samolotów. Samoloty skrzydeł wykonywały dziennie po cztery samoloto-wyloty, eskortując bombowce. Dywizjon 303 z samolotami RAF osłaniał lewe skrzydło floty inwazyjnej i lądujących oddziałów. Dywizjon 307 (nocne bombowce) zwalczał okręty podwodne. Dywizjony bombowe 300, 304 i 305 walczyły od pierwszego dnia. Dywizjon 305 zniszczył koło Nancy niemieckie zapasy paliw (około 13 milionów litrów). Prasa pisała, że „Polacy tym czynem wygrali bitwę o Francję”. W początku sierpnia 131 Skrzydło przedyslokowano do Francji na lotnisko pod Caen i działało na kierunku natarcia wojsk. 133 Skrzydło Myśliwskie (dowódca major Stanisław Skalski) i pozostałe dywizjony operowały z lotnisk angielskich zwalczając pociski V-1 i wspierając ofensywę. Od 12 czerwca 1944 Niemcy rozpoczęli ostrzał Anglii pociskami V-1 i do 29 lipca wystrzelili ich około 2 tysiące. Od 9 lipca do zwalczania V-1 włączono trzy polskie dywizjony lotnicze. Polacy zestrzelili 190 pocisków V-1. Samoloty polskie wspierając desantowanie we Francji wykonały 8 tysięcy lotów bojowych.

### Upamiętnienie
Walki marynarzy i lotników polskich w czasie lądowania w Normandii zostały, po 1990, upamiętnione na tablicach Grobu Nieznanego Żołnierza w Warszawie – poświęconej marynarzom napisem: „INWAZJA W NORMANDII 6 VI 1944”, a na poświęconej lotnikom napisem „NORMANDIA 6 VI 1944”.